# 走私酒類

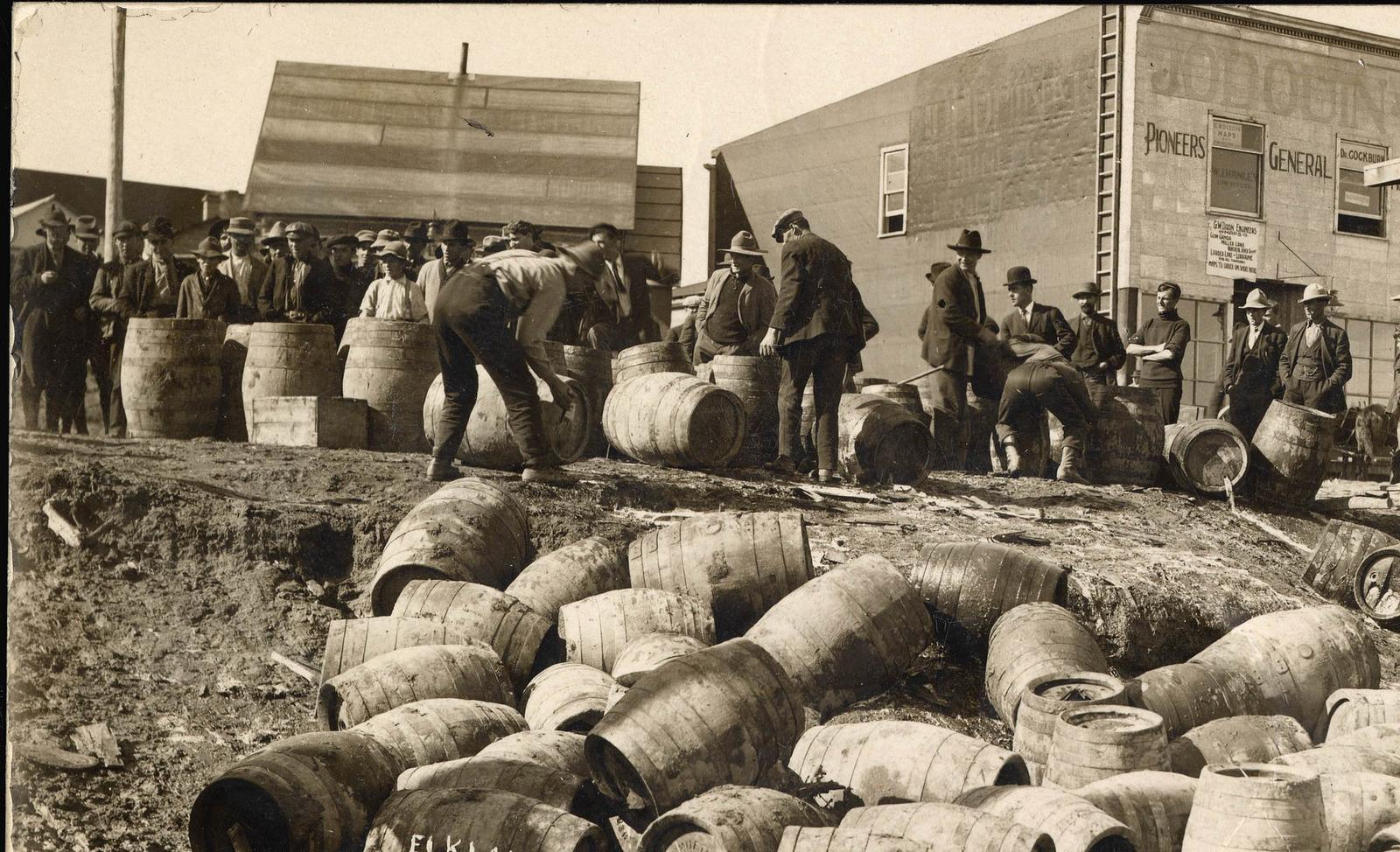
1925年在加拿大安大略省的詹姆斯 (安大略)進行了一次酒類突襲檢查。

走私酒類（英語：或）是指在法律禁止的地方運輸（走私）酒精飲料的非法業務。走私通常是為了避開特定管轄範圍內的稅收或禁酒令法律。「rum-running」一詞通常適用於水上走私；「bootlegging」則適用於陸地走私。
「bootlegging」一詞起源於美國內戰期間，當時的士兵們將一品脫的酒瓶藏在靴子裡或褲腿下，偷偷帶進軍營。另外，根據公共廣播電視公司紀錄片《禁酒令》所說，當成千上萬的城市居民在各大城市和農村地區用他們放在靴腿裡的酒瓶賣酒時，「bootlegging」這個詞就流行起來了。「rum-running」一詞在1916年已經流行，並在美國禁酒時期（1920年-1933年）被使用，當時從巴哈馬西部的比米尼出發的船隻將廉價的加勒比海冧酒運到佛羅里達州的地下酒吧。不過，冧酒的廉價性使其成為走私冧酒販子的低利潤項目，他們很快轉移走私加拿大威士忌、法國香檳和英國氈酒到紐約市、波士頓和芝加哥等大城市，那裡的價格很高。據說，有些船隻一次就攜帶了20萬美元的違禁品。

## 延伸閱讀
- 《The Black Ships: Rumrunners of Prohibition》（1979年），作者：Everett S. Allen
- 《Rum Row》，作者：Robert Carse
- 《Prohibition: America Makes Alcohol Illegal》（1995年），作者：Daniel Cohen
- 《Prohibition and Rum Running on Lake Erie》（2006年），作者：David Frew
- 《The Rumrunners: A Prohibition Scrapbook》（1980年），Revised & Expanded（2009年），作者：Marty Gervais
- 《Whisky and Ice: The Saga of Ben Kerr, Canada's Most Daring Rumrunner》（1995年），作者：C. W. Hunt
- 《Rumrunning and the Roaring Twenties: Prohibition on the Michigan-Ontario Waterway》（1995年），作者：Philip P. Mason
- 《I was a rum runner》（1979年），作者：Don Miller
- 《Canada's Rumrunners: Incredible Adventures and Exploits During Canada's Illicit Liquor Trade》（2004年），作者：Art Montague
- 《The diary of a rum-runner》（1929年），Reprint（2006年），作者：Alastair Moray

## 外部連結
- Data on Alcohol Smuggling: Havocscope Black Markets （页面存档备份，存于）
- http://www.uscg.mil/history/articles/RumWar.pdf （页面存档备份，存于）
- http://www.uscg.mil/history/webcutters/Seneca1908.pdf （页面存档备份，存于）
- http://www.providenceri.com/narragansettbay/rum_runners.html#blackduck （页面存档备份，存于）
- "Bootleggers and Baptists in Retrospect"
- "Submarine on Wheel is Used as Rum Runner" Popular Mechanics, November 1930 （页面存档备份，存于）
- Rum Runner （页面存档备份，存于） at A History of Central Florida Podcast （页面存档备份，存于）